# Au vélodrome
Au vélodrome est un tableau du peintre français Jean Metzinger réalisé en 1912. Cette huile sur toile agrémentée de collages représente des coureurs cyclistes dans un vélodrome dans un style empruntant au cubisme et au futurisme. Elle est conservée au sein de la collection Peggy-Guggenheim, à Venise, en Italie.